# Slateman
Slateman — песня британской индастриал-метал группы Godflesh, вышедшая в качестве сингла в 1991 году.

## Релиз
Первоначально сингл был выпущен в 1991 году на лейбле Sub Pop на семи-дюймовой пластинке, а затем переиздан на Earache Records на компакт-диске, семи- и двенадцати-дюймовой пластинке. В 1996 году сингл был переиздан на одном диске с мини-альбомом Cold World в совместном релизе Slateman/Cold World. В качестве обложки сингла использована фотография с концерта группы в Лондоне в 1991 году, где группа выступала на разогреве у Nirvana.
Песня «Wound’91», изданная на пластинке в качестве би-сайда, представляет собой обновленную версию песни «Wound» с мини-альбома Tiny Tears, который никогда не издавался. Позднее песни с него вошли в качестве бонус-треков в переиздание альбома Streetcleaner, выпущенном на Earache Records.

## Значение
В марте 2023 года группа авторов американского издания Rolling Stone включила титульную песню в список «100 величайших хеви-метал песен всех времён». В этом рейтинге она заняла 51-ю позицию, заметку о ней составил Грейсон Хейвер Каррин.

## Список композиций
| №  | Название    | Длительность |
| -- | ----------- | ------------ |
| 1. | «Slateman»» | 5:59         |
| 2. | «Wound '91» | 4:26         |

| №  | Название                   | Длительность |
| -- | -------------------------- | ------------ |
| 1. | «Slateman»                 | 5:59         |
| 2. | «Wound '91»                | 4:26         |
| 3. | «Nihil»                    | 5:56         |
| 4. | «Nihil (Total Belief Mix)» | 5:38         |
| 5. | «Nihil (No Belief Mix)»    | 5:37         |

## Участники записи
- Джастин Броудрик (J. K. Broadrick) — электрогитара, вокал, программирование, микширование
- Бен Грин (G.C. Green) — бас-гитара